# Kajuru
Kajuru é uma Área de governo local no estado Kaduna, Nigéria. Sua sede fica na cidade de Kajuru.
Possui uma área de 2.464 km² e uma população de 110.868 no Censo 2006.
O código postal da área é 800.